# Pont Rạch Miễu
Le pont Rạch Miễu (Cầu Rạch Miễu en vietnamien) est un pont à haubans sur le fleuve Antérieur, bras septentrional du Mékong au Viêt Nam.
Il relie les provinces de Tien Giang (My Tho) et de Bến Tre. Sa construction a commencé le 30 avril 2002 pour s'achever le 19 janvier 2009, jour de son inauguration.
Sa longueur totale est de 8 331 m, en tenant compte des bretelles d'accès ; le pont lui-même fait 2 868 m.

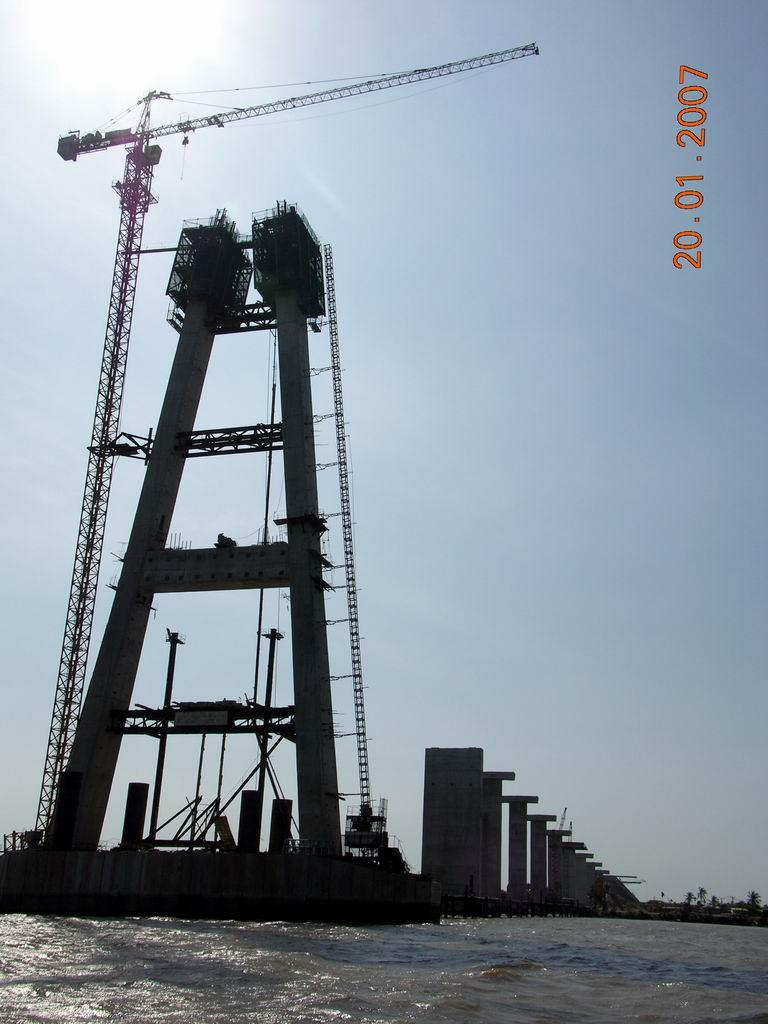
Pile en construction (janv. 2007)
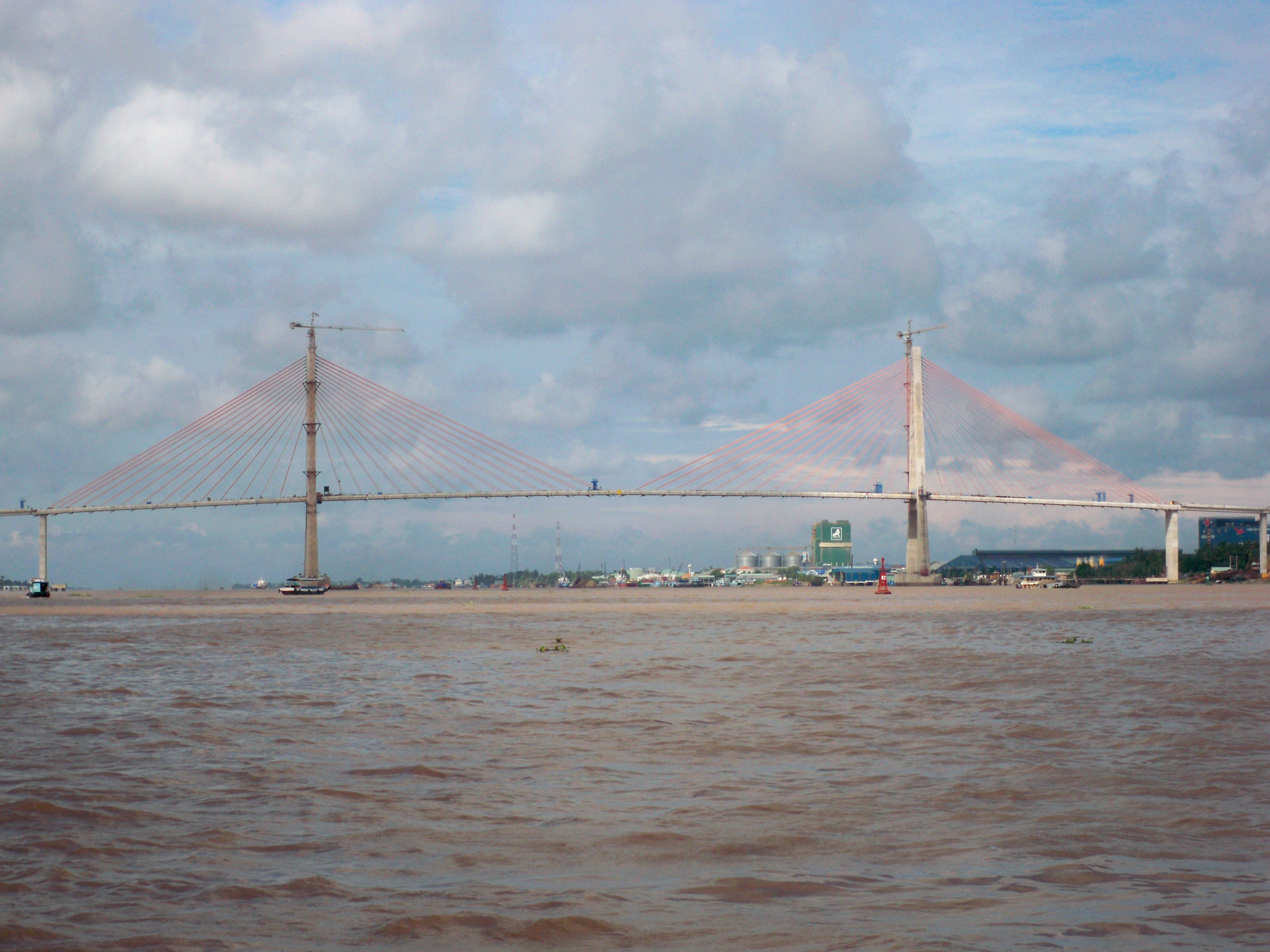
En construction (2007 ou 2008)
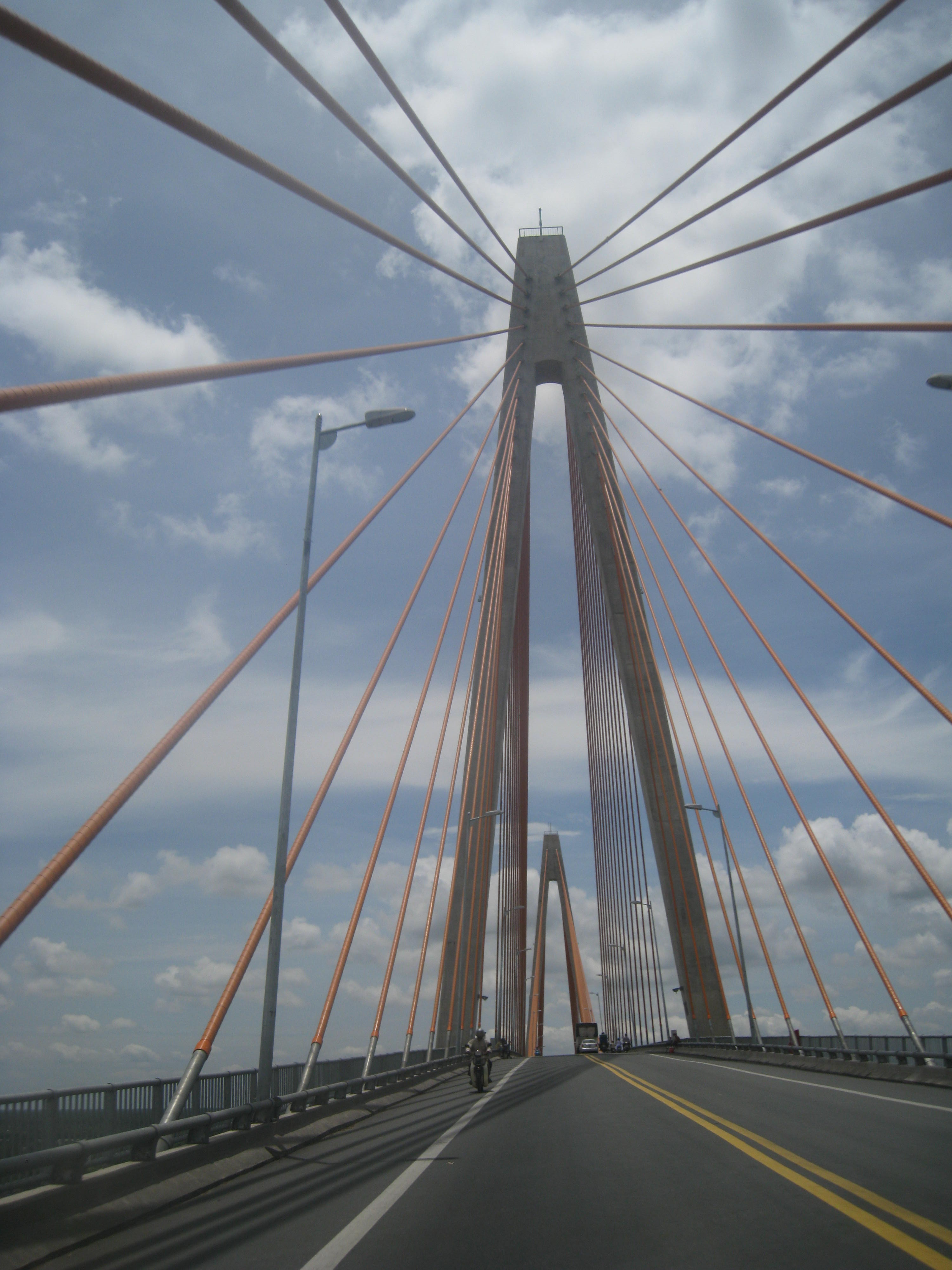
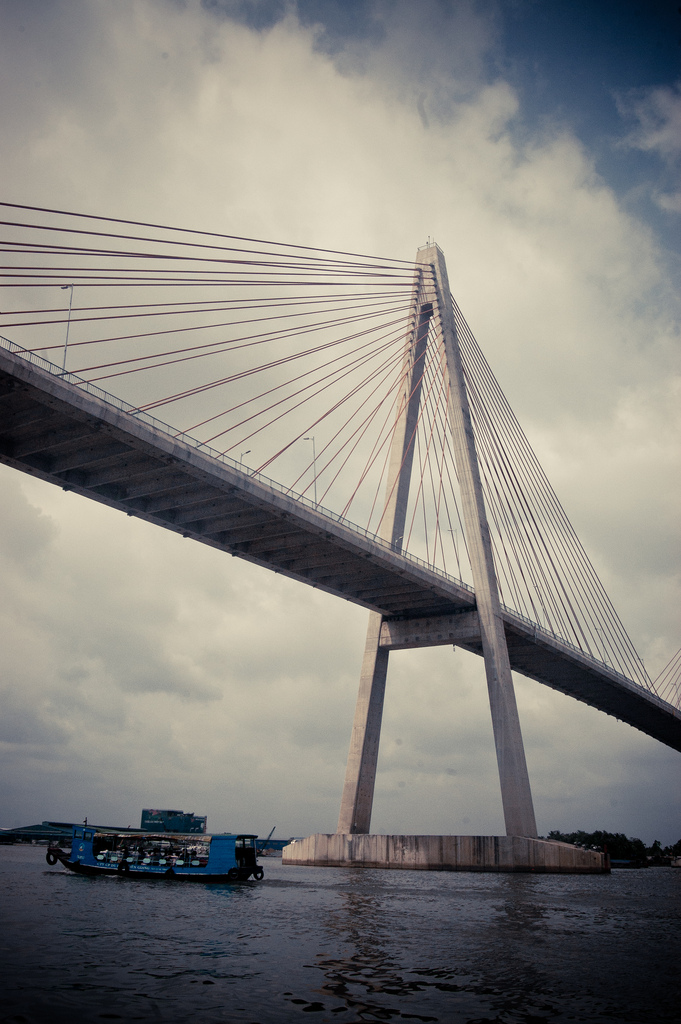